# La guerra sul fronte Est
La guerra sul fronte Est è un film del 1970, diretto da Tanio Boccia.

## Trama
Due soldati, in viaggio per una licenza, si salvano miracolosamente da un attacco del nemico (siamo sul fronte greco) e si uniscono ad un gruppo di bersaglieri allo sbando. Decimati da un'ulteriore azione bellica, i pochi superstiti si rifugiano in una miniera. A causa della malattia di un compagno, uno di loro si offre di raggiungere il più vicino paese per procurargli le medicine. La ragazza greca che lo aiuta nell'impresa è uccisa dai soldati greci. Il giovane torna tra i suoi e tutti si avviano verso le linee italiane ma moriranno in un'imboscata.